# Elacatis longicornis
Elacatis longicornis är en skalbaggsart som beskrevs av Horn 1871. Elacatis longicornis ingår i släktet Elacatis och familjen trädbasbaggar. Inga underarter finns listade i Catalogue of Life.